# Charles Lamont
Charles Frederic Lamont (San Francisco, 5 mei 1895 – Woodland Hills, 12 september 1993) was een productieve Amerikaanse cineast met meer dan 200 titels op zijn naam, waaronder actiefilms, westerns en komedies.

## Carrière
Lamont's begon zijn carrière als regisseur van korte stomme films bij Educational Pictures. In 1932 maakte hij een reeks films in de Baby Burlesks comedyserie met een vier jaar oude Shirley Temple in de hoofdrol. Vanaf 1934 volgde daarop de samenwerking met Buster Keaton voor een reeks korte films.
Toen Educational failliet ging, kwam Lamont in dienst bij Columbia Pictures, waar hij met sterren als Charles Chase en The Three Stooges werkte. Uiteindelijk bleef zijn verblijf bij Columbia kort, omdat hij een diepe afkeer had voor de autocratische en intimiderende president van Columbia, Harry Cohn.
Vanaf dat moment werkte Charles Lamont als freelancer bij verschillende studios voordat hij in 1942 bij Universal Pictures in dienst trad. Hier maake hij onder meer een reeks films samen met het duo Abbott en Costello.

## Gedeeltelijke filmografie

### Korte films
- The Big Game (1923)
- Don't Play Hookey (1923)
- Mama's Baby Boy (1923)
- Hats (1924)
- Her City Sport (1924)
- Raisin' Cain (1925)
- Maid in Morocco (1925)
- Sea Scamps (1926)
- My Kid (1926)
- Brunettes Prefer Gentlemen (1927)
- Scared Silly (1927)
- Misplaced Husbands (1928)
- The Crazy Nut (1929)
- Fake Flappers (1929)
- Dance with Me (1930)
- Don't Get Excited (1930)
- My Kid (1931)
- Fast and Furious (1931)
- The Pie-Covered Wagon (1932)
- War Babies (1932) (met Shirley Temple)
- Merrily Yours (1933)
- Pardon my Pups (1934)
- Managed Money (1934)
- The Gold Ghost (1934)
- Allez Oop (1934)
- Palooka from Paducah (1935)
- Hayseed Romance (1935)
- Tars and Stripes (1935)
- The E-Flat Man (1935)
- Restless Knights (1935)
- Three on a Limb (1936)
- Grand Slam Opera (1936)
- Love Nest on Wheels (1937)
- Playing the Ponies (1937)
- Jail Bait (1937)
- Ditto (1937)
- The Wrong Miss Wright (1937)
- Calling All Doctors (1937)

### Speelfilms
- Sons of Steel (1934)
- Circumstantial Evidence (1935)
- The Lady in Scarlet (1935)
- Tomorrow's Youth (1935)
- A Shot in the Dark (1935)
- False Pretenses (1935)
- The Dark Hour (1936)
- Bulldog Edition (1936)
- Below the Deadline (1936)
- Lady Luck (1936)
- Ring Around the Moon (1936)
- Wallaby Jim of the Islands (1937)
- Shadows Over Shanghai (1938)
- Slander House (1938)
- Cipher Bureau (1938)
- International Crime (1938)
- Long Shot (1939)
- Verbena Tragica (1939)
- Give Us Wings (1940)
- San Antonio Rose (1941)
- Road Agent (1941)
- You're Telling Me (1942)
- Get Hep to Love (1942)
- Don't Get Personal (1942)
- It Comes Up Love (1942)
- Almost Married (1942)
- Top Man (1943)
- When Johnny Comes Marching Home (1943)
- Mister Big (1943)
- Hit the Ice (1943)
- Bowery to Broadway (1944)
- Chip Off the Old Block (1944)
- The Merry Monahans (1944)
- Salome Where She Danced (1945)
- Frontier Gal (1945)
- Slave Girl (1947)
- The Untamed Breed (1948)
- Ma and Pa Kettle (1949)
- Bagdad (1949)
- Ma and Pa Kettle Go to Town (1950)
- Abbott and Costello in the Foreign Legion (1950)
- Curtain Call at Cactus Creek (1950)
- I Was a Shoplifter (1950)
- Comin' Round the Mountain (1951)
- Flame of Araby (1951)
- Abbott and Costello Meet the Invisible Man (1951)
- Abbott and Costello Meet Captain Kidd (1952)
- Abbott and Costello Go to Mars (1953)
- Ma and Pa Kettle on Vacation (1953)
- Abbott and Costello Meet Dr. Jekyll and Mr. Hyde (1953)
- Ma and Pa Kettle at Home (1954)
- Ricochet Romance (1954)
- Untamed Heiress (1954)
- Carolina Cannonball (1955)
- Abbott and Costello Meet the Mummy (1955)
- Abbott and Costello Meet the Keystone Kops (1955)
- Lay That Rifle Down (1955)
- The Kettles in the Ozarks (1956)
- Francis in the Haunted House (1956)